# Малайзийская кухня
Малайзийская кухня — кулинарные традиции и практики Малайзии, отражающие многоэтнический состав населения страны (малайцы, китайцы, индийцы, коренные народы Сабаха и Саравака в Восточной Малайзии, меньшинства оранг-асли в полуостровной Малайзии, перанаканские китайцы, евразийские креольские общины, а также значительное число иностранных рабочих и экспатриантов).
В результате исторических миграций, колонизации иностранными державами и географического положения в пределах более обширного региона, кулинарная кухня Малайзии стала представлять собой смешение традиций малайской, китайской, индийской, индонезийской, тайской, филиппинской, а также коренных кухонь Борнео и Оранг-асли, с влияниями арабской, тайской, португальской, голландской и британской кухонь.
Поскольку полуостровная Малайзия имеет общую историю с Сингапуром, по обе стороны границы можно часто встретить версии одного и того же блюда (например, лакса, курица с рисом). То же самое можно сказать и о малайзийских Борнео и Брунее (например, блюдо амбуят). Также из-за своей близости, исторической миграции и тесного этнического и культурного родства Малайзия разделяет кулинарные связи с Индонезией, Таиландом и Филиппинами (например, блюда сатай и ренданг).
Поскольку подавляющее большинство китайских малайзийцев являются потомками иммигрантов из южного Китая, малайзийская китайская кухня уходит корнями в фуцзяньскую, чаочжэньскую, кантонскую, хакка и хайнаньскую кухню.
Большинство индийских малайзийцев — потомки иммигрантов из южной Индии, поэтому малайзийская индийская кухня представляет собой смесь индийской и шри-ланкийской кухни, отличающихся более сухим или влажным приготовлением карри.

## История

### Происхождение
Малайзийская кухня связана с историей региона. Хотя современное государство Малайзия возникло лишь в 1963 году, корни местной кухни можно проследить с 1400-х годов, со времён Малаккского султаната. Малайзийская кухня представляет собой смесь различных пищевых культур со всего Малайского архипелага, Индии, Китая, Ближнего Востока и некоторых европейских стран. В XV веке регион, ныне известный как Малайзия, стал важным перекрёстком морской торговли. Арабские торговцы привозили специи с Ближнего Востока, португальские, голландские и английские колонисты и торговцы привезли с собой такие основные продукты питания, как арахис, ананасы, авокадо, помидоры, кабачки и тыкву. В XIX веке, в период британского колониального правления, в Малайзию было привезено много индийских и китайских рабочих, что способствовало разнообразию вкусов малайзийской кухни.

### Культурные и региональные влияния
Малайзийцы на протяжении многих лет перенимали блюда друг друга, например, малайзийцы китайского происхождения адаптировали индийское блюдо карри, сделав его более разбавленным и менее острым. Китайская лапша была скрещена с индийской и малайской, и так появились малайская жареная лапша и индийская жареная лапша. Малайзийцы также адаптировали такое известное блюдо, как суп том ям, одно из самых известных блюд Таиланда.
По другую сторону моря от полуостровной Малайзии, на острове Борнео, где расположены штаты Сабах и Саравак, джунгли изобилуют дикими растениями, грибами и фруктами, а его широкие береговые линии и многочисленные крупные реки обеспечивают изобилие морепродуктов и пресноводной рыбы. Многочисленные племена и коренные народы Борнео создавали богатое разнообразие традиционных блюд и ферментированных продуктов. Поскольку большая часть региона когда-то находилась под властью султаната Бруней, брунейские малайцы оказали длительное кулинарное влияние, особенно на кулинарию прибрежных мусульманских общин Восточной Малайзии
Племенные народы Сабаха и Саравака разработали методы консервирования, квашения, засолки свежего мяса, фруктов и овощей. Такое блюдо, как «тамба» народности мурут в Сабахе (на малайском языке — «джерук»), готовится из свежего сырого мяса кабана или речной рыбы, которое помещают в бамбуковые трубочки вместе с рисом и солью и оставляют бродить на несколько недель. Такая же техника у народности лун-баванг в Сараваке. Ферментированные продукты также часто используются в качестве ингредиента для приготовления блюд, а не только употребляются в пищу сами по себе. Даяки в Сараваке могут обжаривать свою версию ферментированного мяса с чесноком и листьями тапиоки (свежими или маринованными), а ферментированный темпойак является популярной приправой к блюдам.
Производство и потребление традиционных спиртных напитков играет важную культурную роль для немусульманских народов Восточной Малайзии. Алкогольные напитки, приготовленные из риса, распространены и широкодоступны. Этнические группы из Сабаха имеют разные названия для схожих ферментированных напитков на основе риса: хиинг (некоторые языки дусун), киномол, сегантанг, кинарунг, кинопи, линахас, тапай. Племя ибен из Саравака называет свое рисовое вино «туак», его не следует путать с «сабахан талаком», крепким напитком, изготавливаемым из риса. Для коренных народов Саравака, туак может также означать любой алкогольный напиток, приготовленный путем ферментации любого богатого углеводами вещества, кроме риса.

## Продукты

### Рис
Рис (малайск. nasi) — основной продукт питания в Малайзии. Согласно индонезийскому писателю и кулинару Шри Оуэну, рис в штате Саравак на малайзийском острове Борнео выращивали уже в 2300 году до нашей эры, а в штате Келантан в Западной Малайзии на протяжении последних 900 лет. Малайзия производила около семидесяти процентов необходимого ей для поддержания своего существования количества риса, а остальная часть импортировалась. Доходы, получаемые от промышленности, позволяли стране импортировать до половины необходимого ей риса. Штат Кедах считается «рисовой чашей» страны, на него приходится около половины всего производства риса в Малайзии.
Рис — основной продукт питания и для большинства жителей полуостровной Малайзии, Сабаха и Саравака. Рис занимает центральное место в культуре народа Кадазандусун, и его первостепенное значение отражено в ежегодном празднике Кааматан и традиционных верованиях (почитание духов риса).
Обычный пропаренный белый рис, который подаётся с гарниром из мяса или овощей, обычно готовят дома в электрической рисоварке.
Прессованный рис (наси химпит) изготавливают так: рис оборачивают листьями и прессуют в форме цилиндра, который затем варят. Едят холодным с какой-либо подливкой, хотя его можно подавать и теплым в бульоне или супе. Известным вариантом прессованного риса, который готовят в общине Бугис, является бурасак: рис предварительно варят в кокосовом молоке, а затем заворачивают в банановые листья и готовят на пару до полной готовности.
Помимо повсеместно распространенного белого риса, на рынке доступны различные виды риса местного и импортного производства.
Клейкий рис отличается низким содержанием амилозы и высоким содержанием амилопектина. Обычно его используют для приготовления закусок и десертов, но клейкий рис также готовят в качестве основного пикантного блюда коренные народы, такие как оранг-асли, а также даяки с острова Борнео. Леманг — клейкий рис, обжаренный в полой бамбуковой трубке, его готовят на таких праздниках, как Ари Гавай, Хари Райя Айдильфитри и Хари Райя Айдиладха.
Nasi lemak, представляющий собой рис, пропаренный с кокосовым молоком и листьями пандана, что придает ему насыщенный аромат, часто упоминается как национальное блюдо Малайзии. Его обычно подают с ikan bilis или жареными анчоусами, арахисом, нарезанным огурцом, сваренными вкрутую яйцами и соусом самбал. Считается блюдом на завтрак, но его едят в любое время дня из-за его универсальности. Для более сытного обеда его можно подавать с жареной курицей, карри или острым мясным рагу под названием ренданг.
Конджи — вид рисовой каши, популярной среди этнических общин Малайзии; это блюдо на завтрак или поздний ужин. Подходит для больных, поскольку является мягкой и легкоусвояемой пищей. Конджи называется bubur на малайском языке; 粥 пишется на китайском языке, произносится как zhou на мандаринском диалекте китайского языка и juk на кантонском диалекте китайского языка; и кандзи (கஞ்சி) на тамильском языке. Кашу можно подавать просто так, а также с такими ингредиентами, как ломтики рыбы, морепродукты, курица, говядина, свинина, овощи и специи. Важность и популярность рисовой каши в малайзийской диете таковы, что бубур-аям или куриная рисовая каша является постоянным блюдом в меню малайзийских ресторанов McDonald’s.

### Лапша
Лапша — ещё один популярный продукт, особенно в малайзийской китайской кухне, но её используют и другие группы. Лапша, такая как би хун (米粉, хоккиен: би-хун, малайский: bihun; рисовая вермишель), куай теоу (粿條, хоккиен: kóe-tiâu) или хо фаун (河粉; плоская рисовая лапша), ми (麵 или 面, хоккиен: ми, малайский: mi; жёлтая лапша), ми суа (麵線 или 面线, хоккиен: ми-соаⁿ; пшеничная вермишель), йи мин (伊麵 или 伊面, кантонский диалект: золотая пшеничная лапша), донгфэнь (冬粉, хоккиен: тан-хун); целлофановая лапша), Lao Shu Fen (老鼠粉, кантонский диалект: лапша с серебряными иглами) и другие представляют собой альтернативный источник углеводов.

### Хлеб
Малайзия импортирует пшеницу из стран-производителей пшеницы. Тем не менее, белый хлеб в западном стиле и индийский хлеб, приготовленный из пшеничной муки, такой как роти-чанай, являются довольно распространённой пищей.
Виды хлеба:
- Бао — основной продукт китайской кухни. Его можно найти в ресторанах, где подают димсамы для позднего завтрака, а также в специализированных китайских кофейнях. Сладкие начинки могут включать пасту из фасоли, пасту из семян лотоса[англ.], молотый арахис и заварной крем; пикантные начинки могут состоять из тушёного чар сиу (китайский: 叉燒). Малайские версии можно найти на ночных рынках и они всегда халяльные (с начинкой из картофеля карри, курицы или говядины). В некоторых вариантах в середину блюда, помимо карри, кладут перепелиное яйцо
- Кофейная булочка — булочка с маслянистой начинкой, покрытая хрустящей кофейной корочкой. На выпечке кофейной булочки специализируются франшизы Rotiboy[англ.] и «Pappa Roti»
- Булочки со сладкой начинкой (из кокосовой стружки, кокосового джема и другие)
- Роти голок (Келантан) — сладкий и мягкий хлеб, в состав которого входит большое количество масла, сгущенного молока, а иногда сыра, шоколада или других начинок. Название «Голок» произошло от названия реки Голок[англ.], которая протекает на границе Малайзии и Таиланда.

### Другие основные продукты
Для некоторых этнических общин Сабаха и Саравака клубни маниоки, его производного тапиоки, а также крахмал сагового дерева также являются популярными основными продуктами питания. Для народа баджао в Сабахе клубни тапиоки так же важны, как и рис, в то время как народ даяков в Сараваке широко использует в своей кулинарии тапиоку. Крахмал, полученный из сердцевины саговой пальмы, является основным продуктом питания для народов меланау и пунаны в Сараваке.
Крахмал саго готовят в виде тягучей и клейкой пасты в общинах Бесая и Кедаян (амбуят). Её едят, накалывая пасту на зубцы бамбуковой вилки и макая её в суп, самбал или другие разновидности подливок и соусов. Для коренных народов Борнео саговая пальма является источником ещё одного деликатеса: личинок сагового дерева (называют в Сабахе «бутод», а в Сараваке «улат мулонг»); личинки обычно едят сырыми, но их также подают жареными во фритюре, жареными или тушёными.

## Белок

### Мясо
Малайзийская птица обрабатывается в соответствии со стандартами халяль, чтобы соответствовать доминирующей и официальной религии страны — исламу.
Рыба, как пресноводная, так и морская, занимает видное место в рационе питания малайзийцев. Лосось и треска хорошо принимаются на малайзийском столе, но не водятся в малайзийских водах. В Малайзии потребляют множество видов морепродуктов, включая креветок, крабов, кальмаров, каракатиц, моллюсков, сердцевидок, улиток, морских огурцов и осьминогов. Малайзийские мусульмане считают морепродукты халяльными (согласно шафиитскому мазхабу), за исключением некоторых видов крабов, живущих как на суше, так и в море. Морские огурцы считаются халяльными.
Говядина запрещена некоторым последователям индуизма и китайской народной религии. Другие этнические группы используют говядину в карри, рагу, запекают или едят с лапшой. Малайцы обычно едят халяльную говядину. Австралийская говядина, приготовленная в соответствии с системой мусульманского убоя под надзором правительства, импортируется в Малайзию и является халяльной.
Малайцы, составляющие около половины населения Малайзии, являются мусульманами и поэтому не употребляют свинину. Китайские общины, индийцы, ибаны, кадазан, муруты, лун баванги/лундае, Оранг-асли и немусульманские эмигранты могут производить и потреблять продукты из свинины, которая обычно помечена «не халяль».
В Малайзии термин баранина относится к козлятине; ягнятина или мясо молодой овцы импортируется из таких стран, как Австралия и Новая Зеландия. В прошлом баранина в основном ассоциировалась с малайзийской индийской кухней, но со временем такие блюда, как жареная на вертеле баранина, бараний бирьяни и бараний суп, стали обычным явлением. Сегодня спрос на баранину во время месяца поста и периода Хари Райя намного превышает спрос на баранину во время Дипавали и Рождества вместе взятых.

## Фрукты и овощи

### Овощи
Малайзия — тропическая страна, и фрукты и овощи доступны круглый год. В сезон дождей урожайность овощей может снижаться (что может привести к росту рыночной цены), но редко прекращается полностью. Импортируется чеснок и картофель (плохо растёт в климатических и почвенных условиях Малайзии). Некоторые регионы Малайзии, такие как нагорье Кэмерон и предгорья, прилегающие к горе Кинабалу, обеспечивают подходящие средние температуры и почвенные условия для выращивания таких культур умеренного климата, как чай.
В Малайзии выращивают следующие овощи: амарант, ростки фасоли, баклажаны, горькая тыква, бок-чой, капуста, чой сум, огурцы, китайский сельдерей, кориандр, стручковая фасоль, водяной шпинат (канкунг), дамские пальчики, лук-порей, салат, корень лотоса, кукуруза, пекинская капуста, батат, зелёный лук, грибы шиитаке, вонючие бобы, тапиока, таро или ямс, помидоры, куркума и другие.
Популярный способ приготовления листовых овощей, таких как kangkung и листья батата— обжаривание с острым соусом из креветочной пасты и острого перца чили. Местная разновидность солений называется ачар. В состав пасты могут входить такие продукты, как цветки банана, огурцы, крылатые бобы, листья пегаги и другие.

### Вегетарианство в Малайзии
Рестораны, на вывесках которых есть слова sayur sayuran или китайские иероглифы 素 или 斎, предложат меню без мяса.
Более 80 % малайзийских китайцев считают себя буддистами, а некоторые придерживаются вегетарианской диеты. Некоторые вегетарианские рестораны китайской кухни предлагают исключительно вегетарианское меню (кит. 素食, 斎), в которое входят блюда китайской кухни, напоминающие по виду и даже по вкусу мясные блюда, но изготовленные из таких ингредиентов, как соя, глютен, грибы и клубневые овощи.
Буддийские вегетарианские рестораны, особенно популярны в определённые праздничные дни, когда многие буддисты придерживаются строгой вегетарианской диеты по крайней мере в течение дня. В буддизме некоторые люди, являющиеся постоянными вегетарианцами, соблюдают Пять буддийских заповедей.
Некоторые малайзийские индийцы происходят из семей, в которых вегетарианцами были многие поколения. Некоторые практикуют вегетарианство во время таких праздников, как Тайский Понгал, Индуистский Новый год, Дипавали, Молитвы в полнолуние, а также в определённые дни недели в знак уважения, когда они посещают святые храмы.
Блюда индийского типа основаны на древней концепции Аюрведы и включают арусувай или шесть типов вкусов. Некоторые индийские вегетарианские блюда могут включать молочные продукты и мёд (лактовегетарианство). В состав некоторых других блюд входит кокосовое молоко и орехи. Рестораны южной Индии предлагают большой выбор блюд без мяса, например, блюдо «Тхали», также известное как рис с банановыми листьями, а также широкий ассортимент сладостей, закусок и легких блюд, таких как кесари, тосе, идли, уппума, ваде, авиал, идияппам и паниарам.
Климат таких районы страны, как Камерон-Хайлендс или Кундасанг в Сабахе, позволяет выращивать фрукты умеренного климата, такие как клубника. Многие населённые пункты названы в честь местных фруктов, в первую очередь Алор-Сетар (буах сетар) и Малакка (буа мелака).
Из фруктов готовят популярный салат под названием роджак (кит. 水果囉喏), особенно популярна версия штата Пинанг.
Фрукты, выращиваемые в Малайзии:
- банан
- каламондин
- чемпедак
- дуриан
- гуава
- медовая дыня[англ.]
- джекфрут
- яблоко Цитеры,
- лонган
- манго[26],
- мангостан
- папайя
- ананас
- питайя
- помело
- рамбутан[27]
- саподилла
- сметанное яблоко
- маранг
- арбуз
- сахарное яблоко и другие

## Ингредиенты
- Перец чили — используют как в свежем, так и в сушеном виде. Наиболее распространены два вида перца чили: «птичий глаз» и более длинные разновидности, которые, как правило, гораздо мягче. Распространенные способы применения— измельчение перца чили в пасту или приготовление соуса самбал; измельчение свежего перца чили в качестве приправы или украшения; а также маринование целого или нарезанного перца чили
- Белакан — тип креветочной пасты, спрессованной в блок и высушенной на солнце. В сыром виде имеет резкий запах, но после приготовления аромат и вкус смягчаются[28]. Белакан чаще всего измельчают или смешивают с местным перцем чили, луком-шалотом и соком лайма, чтобы сделать самую популярную и вездесущую малайзийскую приправу самбал белакан.
- ремп — молотая паста из специй, включающая чеснок, имбирь, лук или лук-шалот, а также свежий или сушеный перец чили. Паста ремпа похожа по форме и функциям на индийскую масалу или тайский карри, и часто подрумянивается и карамелизируется (по-малайски: тумис), чтобы смягчить сырые вкусы входящих в его состав ингредиентов и создать гармоничное послевкусие
- Кокос — ещё одна характерная черта малайзийской кухни, и практически все части растения используются в кулинарных целях. Белую мясистую часть эндосперма кокоса можно натереть, измельчить и использовать в таком виде; высушить, чтобы получить кокосовую стружку; или поджарить до темно-коричневого цвета и измельчить, чтобы получить керисик[англ.]. Из тёртой мякоти кокоса делают кокосовое молоко. Кокосовое масло используется в кулинарии и косметических целях и может быть получено путём переработки копры (сушеной мякоти кокосового ореха) или извлечено из свежих кокосов как кокосовое масло первого отжима. Кокосовая вода — популярный охладитель. Нерафинированный пальмовый сахар, получаемый из сока цветков кокосовой пальмы— самый традиционный подсластитель в малайзийской кухне, который придает ему насыщенный карамельный вкус с ноткой кокоса. Кокосовые листья традиционно используются для упаковки продуктов питания, выдолбленные кокосовые оболочки и скорлупа могут использоваться в качестве источника древесного угля для приготовления мяса на гриле и приготовления традиционной выпечки, а верхушечная почка или растущий кончик кокосовой пальмы является популярным деликатесом, который подают в сельских общинах и специализированных ресторанах
- Соевый соус разных сортов—важный компонент. Лёгкий соевый соус придает приятный солоноватый вкус различным блюдам, приготовленным на пару, маринадам и жаркому. В некоторых заведениях уличной торговли свеженарезанный или маринованный перец чили подается в лёгком соевом соусе, который используется для макания. Тёмный соевый соус более густой, имеет более интенсивный вкус и менее соленый. Его часто используют для тушения. Кикап манис[англ.], сладкий соевый соус, иногда приправленный звездчатым анисом или чесноком, также является популярной приправой для приготовления пищи
- лимонная трава. Нежную белую часть, расположенную ближе к основанию стебля, нарезают тонкими ломтиками и едят сырой в салатах или толкут с другими ароматическими веществами, чтобы приготовить rempah. Его также используют целиком в вареных и тушеных блюдах.
- Лист пандана является азиатским аналогом ванили в западной кухне. Один или два длинных листа связывают в узел и используют для приготовления карри, риса и десертов. Листья также можно использовать для заворачивания таких продуктов, как рис, курица или рыба, для приготовления на гриле. Листья пандана также доступны в виде жидкой эссенции или порошка для ароматизации и подкрашивания тортов
- листья и цветки куркумы (корневища, популярного благодаря своим вкусовым и красящим свойствам) используют в кулинарии или едят сырыми
- продукты из тофу, в частности жареный тофу, широко используются в качестве ингредиентов для приготовления блюд и в качестве гарниров. Главная ценность тофу — это текстура, способность впитывать вкус того, в чём он готовится. Жареные продукты из тофу используются в качестве универсального компонента для таких блюд, как жареная лапша, роджак (фруктовый и овощной салат), супы с лапшой и рагу. Популярный способ подачи жареного тофу как самостоятельного блюда — салат с ростками фасоли, тёртым огурцом и зелёным луком, политый густой сладко-пряной заправкой и посыпанный жареным молотым арахисом. Жареный тофу также можно начинить смесью мясного фарша или измельчённых овощей
- Сушеные морепродукты придают пикантный вкус некоторым блюдам малайзийской кухни. Маленькие сушеные анчоусы, известные как ikan bilis, при жарке во фритюре приобретают хрустящую текстуру. Ikan bilis также варят для приготовления рыбного бульона, а гранулы бульона — популярная приправа на современной кухне. Также используются сушёные креветки и солёная сушеная рыба.

Другие необходимые приправы и украшения включают тамаринд, представляющий собой пастообразную мякоть, извлекаемую из стручка плода, которая придает терпкий вкус многим блюдам. Свечные орехивнешне похожи на орехи макадамия. Измельчённые орехи используют для загущения соусов. Lup cheong — разновидность сушёной китайской колбасы, приготовленной из свинины и специй. В основном используются китайской общиной в Малайзии, обычно нарезаются очень тонкими ломтиками и добавляются для дополнительного вкуса и текстуры. Недавние исследования показали, что в состав 62 наиболее распространенных малайзийских продуктов питания входят биогенные амины.

## Структура питания
Стандартного завтрака нет. Завтрак в западном стиле (хлопья для завтрака, вареные яйца и тосты) стал обычным явлением как в домах, так и в ресторанах, однако более сытная традиционная еда, в основе которой преимущественно блюда из лапши и риса, по-прежнему очень популярна. Можно начать день с наси лемака или куиха; китайской каши, димсама и супа с лапшой; или остановиться на блюдах с индийским влиянием, таких как роти чанаи, идли, тосаи, упма. В штате Келантан термин «наси берлаук» относится к завтраку, который состоит из небольшой порции риса и дополнительных блюд.
На обед и ужин блюда подаются одновременно. Приём пищи может состоять из одного блюда для одиноких людей или из риса с множеством дополнительных блюд, общих для всех. В ресторанах, где еда готовится на заказ, часто нет различия между закусками и основными блюдами, и еда ставится на стол тогда, когда она готова. Как и в индонезийском наси-паданг, здесь не подают блюда по фиксированной цене. Стоимость еды будет зависеть от того, что выберет гость и сколько разных блюд будет положено на тарелку. В малайских варунгах (небольших семейных закусочных или кафе) или ресторанах (kedai makan) такой стиль питания известен как «nasi campur», что означает «смешанный рис». Похожая концепция существует в некоторых заведениях, предлагающих домашнюю малайзийскую китайскую еду, где её называют эконом-рисом (китайск. 杂饭).
Практика, известная как «открытый дом» популярна во время праздников. Дни открытых дверей традиционно проводятся в доме хозяина: на них приглашаются все желающие, независимо от происхождения. Домашняя еда или еда, приготовленная на месте, предоставляется хозяевами за свой счёт, и хотя гости могут приносить с собой подарки для хозяев, ожидается, что они будут брать еду столько, сколько захотят. Дни открытых дверей также могут проводиться в ресторанах и крупных общественных местах, особенно если их организаторами выступают государственные учреждения или корпорации.

## Предприятия общественного питания
Копитиам (кит. 店, kopi — малайское/хоккиенское слово, обозначающее кофе, а tiam — хоккиенское и хаккаское слово, обозначающее магазин) —традиционная кофейня, владельцы, в основном, китайцы из хайнаньской общины. В меню присутствуют такие блюда, как наси лемак, варёные яйца, роти бакар, блюда из лапши, хлеб и куих. Типичные напитки включают Milo, солодовый шоколадный напиток, который считается культовым для малайзийцев всех возрастов, а также кофе (kopi) и чай (teh).
Ларёк «Мамак» — заведение, владельцами которого являются члены тамильской мусульманской общины Малайзии, которые разработали свой особый кулинарный стиль. Тип еды, подаваемой по системе «шведский стол» в некоторых закусочных Мамака, называется наси кандар, что аналогично малайскому наси кампур, когда платят за то, что фактически съели. Посетителям предлагается выбор из множества блюд с карри, приготовленных из курицы, говядины, баранины или морепродуктов. Затем на рис поливают смесью соусов карри: это называется банжир (дословно означает «затопление»).

## Кухни Малайзии

### Малайская кухня
В малайской кухне рис считается центральным блюдом, а все остальное — дополнением. Схожа с индонезийской, в частности с некоторыми региональными традициями Суматры. На протяжении всей истории на неё также оказывали влияние китайская, индийская, тайская и многие другие культуры, что привело к появлению собственной, уникальной кухни. Некоторые региональные малайские блюда, такие как ариса и каканг фул, являются примерами влияния арабской кухни. Многие малайские блюда основаны на ремпе, который обычно обжаривают в масле (тумис), чтобы усилить вкус и сформировать основу блюда. Закуска-дип под названием самбал является неотъемлемой частью большинства малайских блюд.
Некоторые блюда малайской кухни:
- Air Asam Cabai Picit или Air Asam Picit — традиционное малайзийское блюдо родом из северных регионов Малайзии, особенно из таких штатов, как Кедах и Перлис. В состав этого блюда входит острый, пикантный соус на основе тамаринда, называемый «аир асам», который обычно подают с варёной или жареной рыбой и улам-уламаном. Термин «picit», означающий «выжимать» на малайском языке, относится к способу приготовления соуса, при котором такие ингредиенты, как перец чили «птичий глаз», белачан и паста тамаринда, измельчаются или выдавливаются вместе пальцами.
- бандунг — холодный молочный напиток, приправленный сиропом из розового ликёра, что придает ему розовый цвет. Не имеет никакой связи с городом Бандунг в Индонезии. В данном контексте «бандунг» означает все, что поставляется парами или представляет собой смесь из многих ингредиентов.
- Апам джохол — сладкий рисовый пирог, завернутый в листья рамбаи для сохранения аромата. Фирменное блюдо кухни Негри, иногда его едят с rendang, sambal тумис и фасолевой кашей[29]
- Асам педас — рыба или морепродукты в соусе

- Аям перчик (аям голек) — маринованная курица, приготовленную на гриле с пряным соусом из кокосового молока.
- Гулай — мясо, тушёное в кокосовом молоке

- Икан бакар  — рыба, жареная на гриле или углях, обычно смазанная соусом на основе самбала. Подают с аир асам — соусом из креветочной пасты, лука, перца чили и сока тамаринда.
- Кебебе — фирменное блюдо Ленгонга
- Перак — фруктовый салат, состоящий из 13 ингредиентов, которые при смешивании дают баланс пряных, сладких и острых вкусов.
- Керабу[30]
- Кетупат (традиционно подают по праздникам, например, на праздник Ид (Хари Райя Айдильфитри), как часть угощения на дне открытых дверей.
- Кузи аям — густое карри. Традиционно его едят с белым рисом, самбалом белаканом и уламом.
- Ми Бандунг Муар — традиционное блюдо из лапши из Муара, которое готовится из жёлтой лапши с яйцом и густым бульоном-подливкой из смеси сушеных креветок, лука, специй, креветочной пасты и перца чили. Также добавляются креветки, мясо, рыбные котлеты и овощи[31]
- Наси Берингин — ароматное блюдо из риса, которое в конце 1890-х годов подавалось королевской семье Джохора

- Наси-горенг аттайя и Наси перец[32]— популярное блюдо северной Малайзии из Пинанга.
- наси керабу — рис синего цвета, который подают с различными травами, сушеной рыбой или жареной курицей, крекерами, соленьями и овощами.
- Пудинг Дираджа — Королевский пудинг, придуманный для королевской семьи штата Паханг.
- Ренданг — острое рагу из мяса и кокосового молока, традиционное блюдо индонезийского народа минангкабау, многие представители которого обосновались в штате Негери-Сембилан. Мясо буйвола является наиболее традиционным выбором для этого блюда, но говядина и курица гораздо чаще используются для ренданга в ресторанах и домашней кухне. Распространено добавление керисика — отличительный малайзийский штрих. Ренданг традиционно готовится малайской общиной во время праздников и подается с кетупатом или наси миньяком.

- Самбал — термин самбал относится не только к похожему на приправу соусу, приготовленному из перца чили, измельченного вместе со вторичными ингредиентами, такими как белакан, и разбавленного соком лайма каламанси, но и к стилю приготовления, в котором мясо, морепродукты и овощи, такие как баклажан и вонючие бобы тушатся в остром соусе на основе самбала.
- Сатай (маринованные кусочки говядины и курицы, нанизанные на деревянные палочки; готовятся на угольном гриле). Город Каджанг в Селангоре славится своим сате (разновидность сате, в которой куски мяса больше, чем в типичном сате, а сладкий арахисовый соус подается вместе с порцией жареной чили-пасты).
- Серунденг — пряный мясной рулет. Термин «серунденг» также может относиться к любому блюду, в котором основной мясной или овощной ингредиент измельчается и нарезается тонкими полосками. В Индонезии этот термин относится исключительно к поджаренной тёртой кокосовой смеси.
- Темпояк — ферментированный дуриан. Темпояк можно употреблять в пищу в качестве приправы или добавлять в тушеные блюда и рагу в качестве основной приправы (масак темпойак).

#### Яванская кухня
Некоторые малайзийские блюда испытывают явное влияние или являются прямой адаптацией яванской кухни, привезенной в Малайзию яванскими иммигрантами. Яванская кухня отличается своей простотой и более сладкими вкусами. Популярный способ подачи яванской кухни в южной части полуостровной Малайзии называется наси амбанг и состоит из общих тарелок белого риса, подаваемого с такими гарнирами, как курица, приготовленная в соевом соусе или подливке карри, жареная лапша, самбал горенг, жареные кусочки кокосовой стружки, яйца, овощи и т. д.
Некоторые блюда яванской кухни в Малайзии:
- Бегедил — круглые оладьи из картофельного пюре и иногда мясного фарша. В Индонезии его называют перкедел.
- Лонтонг — овощи, тушенные в слегка приправленном супе из кокосового молока, обычно подаются с прессованным рисом и дополнительными приправами, добавляемыми либо во время приготовления, либо в отдельных порциях. Его едят во время праздников, а также в качестве завтрака. В Индонезии это блюдо называется сайур лодех, а прессованный рис — лонтонг.
- Ми ребус — яичная лапша с пряным ароматным соусом, загущенным вареными и размятыми клубневыми овощами. Версии ми ребус, найденные в других частях Малайзии, иногда называют ми джава, возможно, как намек на его вероятное яванское происхождение[33]
- Пекаль — овощной салат с ломтиками огурца, длинной фасолью, ростками фасоли, жареным тофу, бланшированным канкуном и темпе, заправленный арахисовым соусом.
- Телур пинданг — мраморные яйца, сваренные с травами и специями. Часто встречается на яванских малайзийских свадьбах и праздничных мероприятиях, особенно в Джохоре.
- Темпе — основной источник белка в яванской кухне, изготавливаемый путем естественного выращивания и контролируемого процесса ферментации, в результате которого соевые бобы превращаются в лепешку, похожую на очень плотную вегетарианскую котлету для бургера, которую затем можно готовить и подавать различными способами.

### Малайзийская китайская кухня
Малайзийская китайская кухня возникла на основе кулинарных традиций китайских иммигрантов, в основном, из южного Китая. Первые китайские иммигранты обосновались в разных регионах тогдашней Британской Малайи и Борнео. Уходит корнями в кантонскую кухню, кухню хакка, фуцзяньскую кухню и кухню чаочжэнь.
Куриный рис по-хайнаньски обычно приправляют тропическими листьями пандана и подают с соусом чили для макания, а его вкус отличается от типичных блюд из курицы, которые можно попробовать на самом острове Хайнань.
Во многих китайских блюдах в качестве ингредиента используется свинина, однако для мусульман из более широкого круга населения в качестве замены доступна курица, а некоторые китайские рестораны имеют сертификат халяль.
Типичные малайзийские китайские блюда:
- Бак Кут Тех (суп из свиных ребрышек). Его едят китайские кули, работающие на причалах в Порт-Светтенхэме (ныне Порт-Кланг) и занимающиеся расчисткой земель. В других китайских общинах существуют некоторые различия в приправах: теочью предпочитают прозрачный бульон с большим содержанием чеснока и перца, в то время как кантонцы могут добавлять дополнительные виды лекарственных трав и специй. Среди разновидностей можно назвать так называемый чик кут тех (приготовленный из курицы и набирающий популярность среди мусульман), бак кут тех с морепродуктами и «сухой» (с уменьшенным количеством подливки) вариант, который появился в городе Кланг.
- Бакква — буквально «сушеное мясо», вяленое мясо, приготовленное на гриле. Особенно популярно в период празднования китайского Нового года, но доступно повсюду и употребляется в качестве популярной закуски круглый год

- Чар-Квай-Теоу — жареная рисовая лапша с ростками фасоли, креветками, яйцами (утиными или куриными), зелёным луком и тонкими ломтиками консервированных китайских колбасок.
- Чи Чонг Фун — квадратные рисовые листы, приготовленные из вязкой смеси рисовой муки и воды. Эту жидкость выливают на специальную плоскую сковороду, в которой её готовят на пару, получая квадратные рисовые листы. Листы пропаренного риса сворачивают или складывают для удобства подачи. Обычно его подают с тофу, фаршированным рыбной пастой. Блюдо едят с полусладким соусом из ферментированной бобовой пасты, пастой чили или легкой овощной подливкой карри. В Ипохе и Пинанге также есть разные варианты этого блюда: в некоторых киосках Ипоха блюдо подают с красным сладким соусом, тонко нарезанным маринованным зелёным перцем чили и жареным луком-шалотом, в то время как в Пинанге основной приправой является сладкий чёрный креветочный соус под названием хэ ко

- Пинангский хоккиен ми, в Пинанге его просто называют хоккиен ми, в других местах Малайзии его также называют хэ ми. Одно из самых известных блюд Пинанга, представляет собой суп с жёлтой и рисовой лапшой, замоченный в ароматном бульоне из креветок и свинины (курицы для халяльных версий), украшенный варёным яйцом, вареными креветками, рубленым кангунгом и ложкой острого самбала.
- Хоккиен чар ми — блюдо из толстой жёлтой лапши, тушёной, обжаренной в густом чёрном соевом соусе и дополненной хрустящим салом, — чаще всего подается в долине Кланг. Первоначально он был разработан в Куала-Лумпуре. Таким образом, в центральном регионе полуостровной Малайзии термин Hokkien mee относится именно к этой версии
- Ипохский белый кофе — популярный кофейный напиток из Ипохе. Этот напиток вдохновил сеть ресторанов OldTown White Coffee, а растворимые варианты этого напитка широко доступны по всей Малайзии и даже на международных рынках

- Курица «Мармит» — маринованные жареные кусочки курицы, глазированные в густом соусе из мармита, соевого соуса, мальтозы и мёда

- Пан ми — суп с лапшой, замешанной вручную и порванной на кусочки, или обычные полоски лапши, спрессованной машинным способом, с приятной на вкус текстурой, напоминающей итальянскую пасту. Вариант блюда, популярный в долине Кланг, известен как «Чили Пан Ми» и представляет собой варёную лапшу, подаваемую с рубленой свининой, яйцом-пашот, жареными анчоусами и жареными хлопьями перца чили, которые добавляются по вкусу. К Чили Пан Ми подается тарелка прозрачного супа с листовыми овощами.
- Тау сар пнеа — круглое китайское печенье, в состав которого в основном входит паста из зеленых бобов, а также пшеничная мука, сахар и соль. Его также называют печеньем Тамбун, поскольку широко распространено мнение, что это печенье родом из Букит-Тамбуна, Пинанг. Его популярность как деликатеса сделала это пирожное одним из обязательных к покупке сувениров из Пинанга[34]

- Вонтон Ми — тонкая яичная лапша с клецками вонтон, чой сум и чар сиу. Пельмени обычно готовятся из свинины или креветок и обычно варятся или жарятся во фритюре. Лапшу можно подавать в миске с бульоном и клецками, как в традиционной кантонской кухне, но в Малайзии её чаще заправляют тёмным соевым соусом, а сверху добавляют отварные или обжаренные во фритюре клецки вонтон или подают отдельно в миске с бульоном.
- Яу Чжа Гвай, или Эу Чар Квай, или Ю Тяо — вариант традиционного китайского блюда «Крюллер», которое является любимым блюдом на завтрак.

- Юйшэн — праздничный салат из сырой рыбы, также произносится как йи сан на кантонский манер. Состоит из полосок сырой рыбы, которые подаются на обеденном столе вместе с измельченными овощами, хрустящими кусочками и комбинацией соусов и приправ. Юйшэн буквально означает «сырая рыба», но поскольку «рыба» обычно отождествляется с омофоном «изобилие», то «Юйшэн» интерпретируется как омофон слова «Юйшэн», означающего увеличение изобилия. Поэтому юйшэн считается символом изобилия, процветания и энергии. В результате смешивание и подбрасывание юйшэна палочками для еды и последующее употребление салата стало ритуалом, являющимся частью празднования китайского Нового года в Малайзии и Сингапуре.
- Цзунцзы — традиционное китайское блюдо из клейкого риса, фаршированного солеными или сладкими начинками и завернутого в бамбуковые, тростниковые или другие крупные плоские листья. Их готовят на пару или варят, и они являются неотъемлемой частью праздника Дуаньу, который до сих пор отмечают китайские общины в Малайзии.

### Малайзийская индийская кухня
Малайзийская индийская кухня — кухня индийской общины Малайзии, большинство которой составляют этнические тамилы, являющиеся потомками выходцев из современного индийского штата Тамилнад и Северной провинции Шри-Ланки. Типичное блюдо малайзийской индийской кухни, скорее всего, будет ароматным с листьями карри, цельными и молотыми специями, а также со свежим кокосом в различных формах. Топлёное масло по-прежнему широко используется в кулинарии.
Некоторые известные блюда малайзийской индийской кухни включают в себя:
- Чапати — лепешки в североиндийском стиле
- Рыбное моле, родом из индийского штата Керала, это блюдо из рыбы в пряном соусе из кокосового молока, пожалуй, самое известное блюдо малайзийской общины малаяли.
- Идли, приготовленные из измельченной смеси очищенной чёрной чечевицы и риса, сформированные в котлеты с помощью формочки и приготовленные на пару, едят на завтрак или в качестве закуски.[35] Идли обычно подают вместе с вадаи — небольшими оладьями в форме пончиков, приготовленными из чечевичного пюре и специй, чатни и густым рагу из чечевицы и овощей, называемым самбар.
- Ласси — напиток на основе йогурта, который выпускается в соленых и сладких вариантах[36]

- Maggi goreng — вариант «ми горенг» (жареная лапша в стиле Мамак, в котором вместо жёлтой яичной лапши используется лапша быстрого приготовления Maggi). Лапшу можно готовить в воке с бобовыми ростками, чили, зеленью, яйцами, тофу и мясом. Обычно его подают с каламанским лаймом[37].

- Муртабак — блюдо из фаршированных роти-чанаи или лепешек, которые едят с соусом карри. Едят с гарниром из сладкого маринованного лука во время месяца поста Рамадан.
- Наси Бериани или Бирьяни — блюдо из риса, приготовленное из смеси специй, риса басмати, йогурта, мяса или овощей.

- Пачади — традиционная южноиндийская закуска или приправа, приготовленная из овощей, фруктов или чечевицы. Малайзийская община телугу отмечает Новый год на языке телугу или Угади, готовя особое блюдо под названием Угади Пачади, которое сочетает в себе шесть вкусовых нот как символическое напоминание о различных гранях жизни[38]
- Пасембур — салат из тертого огурца, отварного картофеля, жареного соевого творога, репы, ростков фасоли, креветок во фритюре, острого жареного краба и жареного осьминога. Это фирменное блюдо Пинанга подаётся со сладким и острым ореховым соусом, а варианты этого блюда можно встретить в других штатах под названием Мамак роджак.
- Понгал, блюдо из варёного риса, которое бывает сладким и острым[39] Он имеет то же название, что и праздник урожая, который отмечается каждый январь; название самого праздника происходит от этого блюда[40]. Сладкую разновидность понгала, приготовленную с молоком и пальмовым сахаром, готовят утром. После того, как горшок с понгалом выкипит (символ обильного урожая), его предлагают в качестве прасады богам в знак благодарения.
- Пури — пресный жареный во фритюре хлеб из цельнозерновой муки, который обычно употребляют на завтрак или в качестве легкого перекуса. Более крупный североиндийский вариант, приготовленный из заквашенной универсальной муки или майды, называется бхатура.
- Путту — фирменное блюдо тамильской общины Шри-Ланки. Путту представляет собой пропаренный цилиндр из молотого риса, покрытого слоями кокоса. Его едят с бананами, коричневым сахаром и гарнирами, такими как вендхая колумбу (тушеный тамаринд, приправленный семенами пажитника и чечевицей) или кутту самбал (приправа из толченого кокоса, лука, перца чили и специй)[38]

- Роти-чанаи — тонкий пресный хлеб со слоистой корочкой, обжаренный на сковороде с маслом и подаваемый с приправами. Иногда его называют роти косонг. Множество вариаций этого классического блюда можно найти во всех заведениях сети Mamak — либо по творческой прихоти повара, либо по особому запросу клиентов. Вот несколько примеров: роти телур (жареный с яйцами), роти баванг (жареный с тонко нарезанным луком), роти бом (роти меньшего размера, но более плотный, обычно круглой формы), роти писанг (банан) и так далее.
- Роти-салфетка — вариант роти-чанаи, сделанный тонким, как кусок 40-50 см округлой формы по плотности ткани. Затем повар аккуратно складывает его в высокую конусообразную форму и оставляет стоять вертикально. Салфетки роти можно подавать с подливкой карри, далом и чатни или дополнять сладкими добавками, например, карамелизированным сахаром, и употреблять в качестве десерта.
- Тех тарик — популярный малайзийский напиток. Чай подслащивают сгущенным молоком и готовят, вытянув руки и многократно переливая обжигающе горячий чай из кружки в ожидающий стакан. Чем выше «тарик» или тяга, тем гуще пена. Вытягивание также приводит к охлаждению чая. Тех тарик — это целое искусство, и наблюдать, как чай струится туда-сюда по ёмкостям, может быть весьма увлекательно. Похожие напитки и варианты включают копи тарик, или «вытянутый кофе» вместо чая; тех халия, чай, заваренный с имбирем, с обработкой тарик или без неё; и мадрас, который готовится из трех отдельных слоев: молоко внизу, чёрный чай в середине и пена наверху[41]
- Тхосаи, доса или досаи — мягкие блинчики, приготовленные из теста из измельченного урад-дала и риса, оставленные для брожения на ночь.

### Кухня Сабаха
Кухня Сабаха эклектична. Традиционная кухня Кадазан-дусун, в основном, предполагает варку или приготовление на гриле с минимальным использованием масла. Разнообразны маринованные блюда, известные под общим названием «нунсом». Рисовое вино сопровождает все празднества и обряды Кадазандусун, а на мероприятии Мурут будут стоять ряды кувшинов с ферментированной тапиокой тапай. Блюда с китайским влиянием, такие как северокитайские потстикеры и фаршированный тофу хакка, а также множество оригинальных творений, созданных во внутренних поселениях Сабаха иммигрантами как из северного, так и из южного Китая на протяжении XX века, занимают видное место в меню многих заведений копитиам и ресторанов.
Сабах славится морепродуктами, продуктами умеренного климата и чаем, выращиваемым в высокогорье Кинабалу, а также небольшой кофейной плантацией, где кофе сорта «Теном» считается лучшим продуктом в регионе. Пресноводная рыба, дикий кабан, побеги бамбука, дикие папоротники и различные продукты джунглей занимают видное место в ежедневном рационе местного населения. Местные фестивали еды: Pesta Jagung в Кота Маруду, Pesta Rumbia (саго) в Куала Пенью и Pesta Kelapa в городе Кудат. Овощ Сабах, также известный как чекук манис или сайур манис (китайский: 树仔菜), можно найти в меню многих закусочных и ресторанов по всему штату Сабах. Это один из местных терминов, используемых для обозначения разновидности Sauropus albicans, выведенной в Лахад-Дату, которая дает не только листья, но и хрустящие съедобные побеги. Вкус напоминает шпинат, «как будто его усилили брокколи и настояли на спарже», и его обычно жарят с яйцами или приправами, такими как самбал белакан.
Морепродукты Сабаха готовят на гриле, вялят, жарят во фритюре, готовят на пару, тушат, подают в сыром виде или в виде супо по всему Кота-Кинабалу и другим прибрежным городам, таким как Сандакан, Тавау, Лахад-Дату и Семпорна. Морепродукты в сочетании с лапшой также часто встречаются на завтрак в местных специализированных закусочных. Примерами могут служить: котлеты- пашот, приготовленные вручную из свежей рыбной пасты; жареные во фритюре рыбные котлеты, завернутые в листы тофу; и супы с лапшой с начинками, такими как нарезанное рыбное филе, рыбные или креветочные шарики и рыбные внутренности. В некоторых заведениях питания подают «лапшу», раскатанную из свежей рыбной пасты.
Съедобные водоросли являются традиционной пищей для некоторых прибрежных общин по всему Сабаху. Латок внешне похож на гроздья зелёной икры или винограда и обычно готовится в виде салата народом баджао. Коралловые водоросли называют гнездом морской птицы (китайск.: 海底燕窝), поскольку коралловые водоросли приобретают похожую желеобразную текстуру при растворении в воде.
Среди продуктов питания и напитков, характерных для Сабаха, можно выделить: ампланг, хинава и другие.

### Кухня Саравака
Кухня Саравака существенно отличается от региональных кухонь полуострова меньшей остротой, легкостью приготовления и акцентом на тонкие вкусы. Самая важная специя в кухне Саравака — перец. Чёрный перец Саравака высоко ценится международными кулинарами, такими как Ален Дюкасс.
Ибаны составляют самую большую подгруппу даяков, а также самую многочисленную этническую группу в Сараваке, живут в общинах с длинными домами, разбросанными по всем внутренним регионам штата. Традиционная кулинария народа ибан называется пансох или пансух, что означает приготовление и приготовление пищи в бамбуковых трубочках. Такие ингредиенты, как птица, рыба, свинина, овощи или рис, смешивают с ароматными травами, такими как лимонная трава, листья тапиоки и листья бунгкана (вид мирта из рода Eugenia), затем запечатывают в бамбуковых трубках и помещают прямо на открытый огонь. Приготовление пищи таким способом позволит ей пропитаться ароматом и вкусом бамбуковых трубок, сохраняя при этом сочность.
Во время праздников даяков, или гавай, ибаны забивали местных свиней. Голову и желудок свиньи обычно откладывают в сторону и готовят отдельно, поскольку они считаются самыми изысканными частями животного; поэтому свиные головы являются обычным съедобным подарком, который приносят посетители в длинный дом ибанов, а такие блюда, как свиной желудок, приготовленный с ананасами, являются обязательным блюдом для гавай.
Саравак славится своим рисом.
Kolo mee или mee kolok (китайский: 干捞面) — блюдо из упругой яичной лапши, заправленной сладким и пикантным шалотом, салом и уксусом, и посыпанной приправленным свиным фаршем и чар сиу. По концепции оно похоже на полуостровное блюдо Hakka mee или wonton mee, но значительно отличается по вкусовым характеристикам. Популярный вариант использует топленое масло из готовящегося чар сиу для придания вкуса коло ми вместо простого сала, что придаёт лапше красноватый оттенок. Халяльные версии коло ми заменяют свиные компоненты говядиной (mee sapi) или курицей, а сало — арахисовым или растительным маслом. Дополнительные начинки могут включать грибы, курицу и крабовое мясо.
Лакса Саравак или Кучинг Лакса (китайский: 古晉叻沙) — лапша (обычно рисовая вермишель), подаваемая в ароматном пряном супе из кокосового молока, украшенная измельченной курицей, измельченным омлетом, ростками фасоли, креветками и украшенная кориандром.

### Перанаканская кухня
Перанаканская кухня, также называемая кухней ньонья, была создана китайцами из пролива, потомки которых проживают на территории современных Малайзии и Сингапура. Старинное малайское слово nyonya (также пишется nonya), обозначающее уважение и привязанность к женщинам, занимающим видное социальное положение (часть «мадам», часть «тетя»), стало обозначать кухню перанаканцев. В рецепте используются в основном китайские ингредиенты, но они смешаны с малайскими ингредиентами, такими как кокосовое молоко, лимонная трава, куркума, тамаринд, листья пандана, перец чили и самбал. Её можно рассматривать как смесь китайской и малайской кухни с влиянием индонезийской китайской кухни (для малакканской и сингапурской кухни ньонья) и тайской кухни (для кухни Пинанг ньонья). Традиционная кухня ньонья часто очень сложная, трудоёмкая и отнимающая много времени.
Asam Laksa (мандарин: 亞三叻沙). Считается одним из трех фирменных блюд Пинанга, Asam Laksa похож на малайское laksa utara, которое состоит из миски полупрозрачной рисовой лапши al dente, подаваемой в остром супе из рыбы (обычно скумбрии), тамаринда (как asam jawa, так и asam gelugor) и daun kesum. Начинки значительно различаются и могут включать лук, мяту, рубленый цветок имбиря и ломтики ананаса и огурца. Ложка острой, вязкой сладкой ферментированной креветочной пасты (Petis udang или Hae Ko) обычно подается отдельно.

### Евразийская еда
- Амбилла — острое блюдо из мяса, приготовленное с длинными бобами (качанг), баклажанами (терунг) или тыквой (лабу).
- Caldu Pescator — суп из морепродуктов, традиционно готовящийся рыбаками, а также во время праздника Святого Петра («Festa San Pedro» на местном диалекте Кристанг, обычно отмечаемого 29 июня), покровителя рыбаков.
- Карри Дебал — традиционное блюдо Кристанга, которое обычно готовят в рождественский сезон, используя оставшееся после пира мясо. Это очень острое карри, приправленное орехами свечи, галангалом и уксусом.
- Куриная отбивная, также известная как куриная отбивная по-хайнаньски, была изобретена мигрантами с острова Хайнань в малайский период. Кухня похожа на американскую куриную жареную говядину, но отличается гарниром; подливка готовится на основе соуса из чёрного перца или иногда на основе соуса Вустершир, а гарниром к блюду служат картофель фри и овощи[49]
- Куриный пирог — мясной пирог, известный как эмпада де галинья или галинья пиа, обычно подают во время рождественских праздников и других особых случаев.
- Пан суси — пикантная мясная булочка из теста, похожего на хлеб, со сладкой текстурой (готовят на праздники, в частности на Пасху).
- Pesce Assa, широко известная как Ikan Bakar или Sambal Stingray, португальская запеченная/жареная рыба — одно из самых известных блюд общины Кристанг, которое теперь можно найти в крупных городских районах по всей Малайзии. Рыбу тушат с нарезанными кубиками дамскими пальчиками и крепким самбалом, затем заворачивают в банановые листья и слой металлической фольги, а затем готовят на гриле. Несмотря на название, блюдо имеет мало общего с современными португальскими рыбными рецептами.
- Семур или Смур — ароматное тушеное мясо. Варианты этого блюда можно встретить повсюду в Азии, где поселились голландцы, в том числе и в Малакке.

## Куих (деликатес) и закуска
Куих (множественное число: kuih-muih) — обычно небольшие по размеру блюда, характерные для малайских и говорящих на языке минь китайских общин Малайзии. Относится к различным видам тортов, печенья, кондитерских изделий, пирожных и сладостей.
Изделия kuih отличаются по текстуре, вкусу и внешнему виду от западных пирогов, выпеченных в духовке, или слоёного теста. Могут быть классифицированы как десерты, но некоторые из них также являются солеными:
- Лекор — закуска из рыбных крекеров «керопок».
- Mee siput muar — жареная во фритюре круглая закуска из сушеной лапши, приготовленная из муки с другими ингредиентами, которую едят с sambal.
- Ремпейек — жареный во фритюре пикантный крекер, приготовленный из муки с другими ингредиентами, обмазанный или покрытый хрустящим мучным тестом.

## Десерты и сладости
Традиционные малайские и ньонья десерты имеют общую черту: в них используется большое количество кокосового молока, а готовый продукт обычно приправляют гула мелакой (пальмовым сахаром) и листьями пандана. Некоторые известные десерты включают в себя:
- Агар-агар — малайское название вида красных водорослей. Агар-агар, натуральный вегетарианский аналог желатина, используется для приготовления пудингов и ароматизированных желе, таких как миндальный тофу, а также фруктовых заливных.
- Ais kacang — ледяная стружка цветного сиропа и сгущенного или топленого молока с различными начинками. К ним могут относиться зерна сладкой кукурузы, красная фасоль, фасоль, цинкау (травяное желе), цендол, буах атап (плоды пальмы нипа), замоченные семена базилика, арахис и мороженое.
- Айскрим потонг — мороженое на палочке, приготовленное из кокосового молока или обычного молока, приправленное местными ингредиентами, такими как красная фасоль, розовый сироп, дуриан, пандан, кукуруза в сливках и джекфрут. Его текстура отличается от западного мороженого: айскрим потонг менее кремовый и имеет слегка крахмалистый вкус, когда начинает таять[50]
- Торт «Батик» — разновидность шоколадного торта, похожая на ломтик ёжика, приготовленная с использованием печенья «Мари».
- Болу коку — традиционный пирог Кристанг, посыпанный сверху щедрой кокосовой стружкой и подаваемый с заварным соусом[51].

## Дальнейшее чтение
- Shahrim Abdul Karim, M. The structure of Penang street food in Malaysia // Street Food: Culture, Economy Health and Governance / M Shahrim Abdul Karim, Nurhasmilaalisa Abdul Halim. — Oxford & New York : Routledge, 2014. — ISBN 978-1-138-02368-0.